# 김상수 (법조인)
김상수(金相洙, 1942년 ~)는 제26대 서울고등검찰청 검사장을 역임한 법조인이다. 부인 전경자와 1남 3녀의 자녀가 있다.

## 생애
1942년 대구광역시 달성군에서 태어나 경북대학교 사범대학 부설고등학교와  1964년 서울대학교 법학과를 졸업하고 1966년 제6회 사법시험에 합격하여 군 법무관을 거쳐 1971년 춘천지방검찰청 검사에 임용되었다.
말수가 적고 일처리가 꼼꼼하다는 평가를 받는 김상수는 공안부와 형사부를 두루 거쳤으나 검찰 내에서 형사통으로 꼽힌다. 공직자 재산 공개에서 꼴찌를 다툴 정도로 재산이 적어 가난한 선비형 검사라고 불린다. 평검사 시절에 매일 도시락을 가지고 출근을 하여 도시락 검사라는 별명도 있다. 1980년대 초에 반신불수의 노모를 부양하기 위해 인사상 불이익 감수하며 수도권 근무를 고집하였다.
대구지방검찰청 검사장으로 있으면서 대구 상인동 가스 폭발 사고 수사를 지휘하였으며 법무부 법무실장으로 부임한지 이틀 만에 광주고등검찰청 검사장으로 승진하였다.
사법시험 8회인 박순용 대구고등검찰청 검사장이 검찰총장에 임명되면서 김상수는 서울고등검찰청 검사장을 마지막으로 검찰에서 물러나 변호사 개업했다. 

## 경력
- 1971년 춘천지방검찰청 검사
- 1973년 서울지방검찰청 의정부지청 검사
- 1975년 대구지방검찰청 검사
- 1978년 서울지방검찰청 남부지청 검사
- 1981년 대검찰청 검찰연구관
- 1982년 법무부 검찰3과장
- 1985년 수원지방검찰청 부장검사
- 1986년 서울지방검찰청 남부지청 특수부 부장검사
- 1986년 대검찰청 공안기획담당관
- 1988년 서울지방검찰청 부장검사
- 1989년 서울지방검찰청 서부지청 차장검사
- 1990년 ~ 1991년 서울지방검찰청 동부지청 차장검사
- 1992년 서울지방검찰청 동부지청 지청장
- 1993년 법무부 기획관리실장
- 1993년 9월 21일 ~ 1994년 9월 15일 제36대 대전지방검찰청 검사장
- 1994년 9월 16일 ~ 1995년 9월 19일 제37대 대구지방검찰청 검사장
- 1995년 법무부 법무실장
- 1995년 9월 27일 ~ 1997년 1월 22일 제25대 광주고등검찰청 검사장
- 1997년 1월 23일 ~ 1997년 8월 13일 제27대 대구고등검찰청 검사장
- 1997년 8월 12일 ~ 1998년 3월 19일 제20대 법무연수원장
- 1998년 3월 19일 ~ 1999년 6월 2일 제26대 서울고등검찰청 검사장